# みいちゃんと山田さん
『みいちゃんと山田さん』（みいちゃんとやまださん）は、亜月ねねによる日本の漫画作品。『マガジンポケット』（講談社）にて、2024年9月8日より連載されている。
2012年の新宿・歌舞伎町を舞台に、キャバクラで新人としてデビューしたみいちゃんと、同僚の山田（やまだ）を中心人物として、みいちゃんが殺害されるまでの12か月を描く。

## 登場人物
山田 マミ（やまだ まみ）
大学に通いながら歌舞伎町のキャバクラ「Ephemere」で働く女性。初登場時は大学3年の21歳。学籍はあるが、ほとんど通学しておらず、キャバクラ嬢としての仕事も生活費のためにしているだけで、あまりやる気がない。
文学好きらしく控室では客に営業メールも送らず、よく小説を読んでいる。「マミ」は源氏名であり、「山田」もみいちゃんに本名を聞かれてとっさに付けた偽名であるが、作中では「山田さん」と呼ばれることが多い。過干渉で教育に厳しい実母により傷つきながら育っており、そのストレスから摂食障害が現れている。どこか自分の過去と重ねるような形でみいちゃんを気にかけて関わっていく。特技はイラストを描くことで、みいちゃんに用意されたプラコップに彼女の似顔絵を描いており、「漫画家になりたい」という幼少期からの夢を自覚していく。みいちゃんの没後は毎年墓参りを続けており、髪をショートヘアに変えている。

中村 実衣子（なかむら みいこ）
宮城県出身、1991年12月生まれの21歳で「Ephemere」に初入店することとなった新人のキャバクラ嬢。一人称・愛称は「みいちゃん」。小柄で可愛らしい容姿をしており、実年齢よりかなり幼く見える。髪は幼少期よりショートボブ。8月に店を辞めてすぐに新大久保で禁止行為なしの風俗嬢として働いている。
良くも悪くも愚直で言動に裏表がなく、中卒で簡単な漢字が読めなかったり、来店客の前でも本名や住所を公言し、自分や同僚の個人情報の扱いにも度を越して無頓着だったりすることから、周囲からは「可哀想」だというレッテルを貼られている。桃花によると漢字の読み書きができないため、高校への出願ができなかった。
人懐っこい反面プライドが高く、体験入店時点からグラスを落として割るなどのミスを繰り返すが、叱られることを嫌いしばしば癇癪を起こし泣き叫ぶ。自分の知的障害の可能性も受け入れようとせず、支援の手も拒絶する。学生時代よりトラブルを性的接触で乗り切ろうとする習慣（性依存症）が身についてしまっており、かつてはムウちゃんと共に立ちんぼ（街娼）をやっていたこともある。また数人の客との枕営業や店の男性スタッフとも関係を持ってしまっている。さらには自身の両親が実兄妹の間柄であることも山田に話してしまっている。
一方で感受性が高く、他者の感情は敏感に感じ取っており、幼少期から地域社会で疎外されていたこと、実家での自分の立ち位置や祖母が自分に抱く義務感と情の無さ、実父がもう実家に帰って来ないこと、母が自分に無関心であることも理解して感じ取っており、愛情に飢えていることが過去回想編より伺える。そのため、小学3年時の担任だった須崎や初恋の佐藤、山田など優しくしてくれたり、親切にしてくれる人間にはすぐに懐き好意を抱く。
本人は今も経緯を知らないが、中学1年の頃、恋敵であった同級生・雪奈の友人で自分に悪意を向ける後述のポニーテールの女子からその性質を見抜かれ、「両想いになれる方法」と称した偏った性知識を吹き込まれて唆される。それにより、コンドームの万引きに手を染めてしまい、悪評が立ってクラスで孤立した上、不良の先輩達をけしかけられて純潔を奪われた際に不良達から褒め上げられたのを真に受けて「性行為をすれば異性は喜び、自分を好きになってくれる」と錯覚する。
しかし、当時意中の相手だった佐藤に自ら体の関係を迫ったら拒絶・絶縁されてしまい、理由が理解できずに自暴自棄になり、あらゆる男性に自ら声を掛けて体の関係を持ち、それ以降はその場限りの男性からの優しさや自分を肯定してくれる言葉、他者との繋がりを求めて性行為に依存するようになった。
近親相姦で生まれた子という生い立ちから地域で疎外されていた上、祖母や母の見栄とプライドから療育を受けずにほぼ無理やり普通学級に通っていたため、小学生の頃に特別支援学級を母や祖母に勧めた須崎が懸念した通り、学生時代の成功体験が無い状態で大人になった故に、癇癪持ちや自己肯定感の低さと歪んだ貞操観念、DV彼氏のマオと離れられず依存するなど不安定なメンタルの持ち主となってしまった。
母親と祖母から放置されて育っているせいか、幼少から食事の仕方やマナーをまともにしつけられておらず、風俗編で成人後も食音を立て、こぼしながら食べる等、食事のマナーが身に付いていないことが描かれている。
夜職で不摂生するようになったためか、序盤から比べると物語が進行するにつれて太り、来店したマオから「チビデブ」呼ばわりされている。
2025年6月7日に作者がXに投稿したイラストでは腕にはんこ注射の痕がないことを自慢しており、単に痕が残っていないだけなのか、家庭環境故に生まれてから一度も予防接種を受けていないのか考察が分かれている。
2012年の夏に「Ephemere」を突然やめて新大久保の風俗店に移籍して以降は酷い扱いをする客を多数つけられ、全身傷だらけになっている。風俗店の同僚、真璃亞から教えられて以降はリストカットも覚えている。
1話の冒頭、2013年3月時点では故人となっており、宮城県の山中で身元不明の遺体として発見、中村家の墓に納骨されていると見られるが、山田以外誰も墓参りに訪れていない様子。
亜月の昔の知り合いがモデルになっているとされている。

ココロ / 泉美（いずみ）
「Ephemere」のキャバクラ嬢の一人。いつもまとめ髪にしている。大手企業への就職を狙える有名大学の3年生で、理知的な女性。みいちゃんに勉強を教えようとしたが、上手くいかず断念した。更に自分の顔が映った写真をみいちゃんに「Ephemere」のSNSに載せられ、親や大学にキャバクラ嬢をしていることが発覚する事の重大さをまったく理解してないみいちゃんに「優しくして損した」と愛想を尽かす。
その後もDVを彼氏から受けているみいちゃんに助言をしたりと、一歩引いた形ながらもサポートを行っているがあくまでもビジネスとしての体裁を取っているだけである。裏では同年代の山田をモラトリアム人間と断じて見下すなど他の夜職の子と自分は違うと言い聞かせているだけの意識高い系である。8月から就活のため夜職は休職中。

桃花（ももか）
「Ephemere」のキャバクラ嬢の一人。愛称は「モモさん」。青髪のショートヘア。店の嬢の中では長身かつスレンダーな体型をしている。普段は笑顔で糸目になっているツリ目で、たまに目を開く。嬢のリーダー格で店長とも仲がいい。口が悪く思ったことをはっきり言う性格。喫煙者。
みいちゃんが立ちんぼをしていることを知っており、「面白いもんが見れる」と山田と共に立ちんぼの光景を見に行きながらその事情を山田に教えた。
ミスが多いみいちゃんを苛めるサディスティックな一面がある一方、洞察力に長けみいちゃんが男性から暴力を受けやすい要因に気づいている。また、みいちゃんのためではないが、客が彼女にプレゼントしたウサギのぬいぐるみに盗聴器と隠しカメラが仕込まれているのを即座に見抜いて処分し、店の治安のために一役買っている。

ニナ / 新名（にいな）
「Ephemere」のキャバクラ嬢の一人。前髪をセンター分けにし、明るい色に染めた姫カット。一見しっかりとした印象の女性。昼職からの転向組だが1ヶ月で離職。ミスや忘れ物が多く、ほか後先やTPOを考えた発言が出来ず、客にセンシティブな話題を振るなどして店長からよく注意を受けていたが、山田はみいちゃんのケースとは違って常人の許容範囲内と捉えていた。
教養と社会性が欠如したみいちゃんのことをやや見下しており、店の控室で本人がいるにも関わらず失礼な発言をしてやんわりと山田から注意を受けている。
帰宅後一人になった時、みいちゃん程ではないが平均より社会性が劣っていること、それを自覚できる程度の頭はあること、病名ももらえないことを嘆いている。叱責されることが増えて嫌気が差すと勤務先に申告せず無断退職することを繰り返しており、そんな自分のことを「人間関係リセット症候群」と自虐している。若干ではあるが社会的なルールよりマイルールを優先してしまう点はみいちゃんと共通している（モノローグでは「ニナちゃんの特性を語る言葉が世間に広まるのはまだ少し先の話」と語られた）。
面倒なことを先送りにして忘れる悪癖があり、美容室に行かず頭頂部だけ地毛に戻ったプリン頭を染め直すよう店長から繰り返し注意されている。山田から善意で髪色隠しのために高級ブランドのカチューシャを貸してもらうが、結局返さずに無断退店してしまった。
単行本2巻に36歳になった彼女の描きおろし漫画が収録されており、紆余曲折を経て何とか一般企業で正社員として働いている様子が描かれており、みいちゃんが殺害されたことも風の噂で知っている模様（ただし、昔働いていたキャバクラの子の誰かが殺されたらしい、位の認識）。

店長
「Ephemere」の店長。55歳。体験入店時点からトラブルを頻発していたみいちゃんを面白半分に正式採用してしまうなど無茶苦茶な人物。よくグラスを落として割るみいちゃんのためにプラコップを用意したり、みいちゃんがコンビニで万引きしてしまった時も身元引受人代理として迎えに行く等、採用した後は何かと気に掛け、面倒を見ている。

鈴木茂雄（すずき しげお）
「シゲオくん」と呼ばれるみいちゃんの客。髪は縮毛、小太りで眼鏡をかけた男性。世の女性を上から見下しており、世界中の女がみいちゃんのようになれば良いと考えている。女性にモテたことがなく、みいちゃんにガチ恋している。風俗店に通う描写があり、枕営業でみいちゃんと体の関係を持つまではいわゆる素人童貞だった模様。「Ephemere」に勤務するみいちゃん以外のキャストのことは「斜めに構えた態度が無理（山田）」「俺より学歴が高いから嫌い（ココロ）」「シンプルに性格が悪すぎる（桃花）」などと評して嫌っている。
結婚願望が強く、自分の結婚相手にはみいちゃんがふさわしいと考えている。足の悪い母親と暮らしており、結婚相手には母親の介護を求めている。
みいちゃんの本命の恋人は自分で、体の関係も付き合っている故と思い込み、ホテルに行く度に金銭を渡すことを疑問視していたが、後にみいちゃん本人から本命彼氏であるマオの存在を明かされてショックを受け、さらにみいちゃんが退店後移籍した風俗店の写メ日記で彼女が凄惨な扱いをされていることを知り錯乱して「Ephemere」に押しかけ、そのことで山田がみいちゃんの状況を知ることになる。

タカシ
山田の指名客で、既婚者でありながらキャバ通いをしている点を除けば客の中では常識人。職業は公認会計士で独立事務所を構えているが、少年期は親から勉強を強要されて育っている。山田の漫画家への夢を後押しする。

マオ
みいちゃんの現在の彼氏。自称IQ130のギフテッド。小太りな体型。みいちゃんからは「マオくん」と呼ばれている。
ことあるごとにみいちゃんに暴力を振るい、街娼までさせて何かと理由を付け金銭を巻き上げている。情緒が不安定で、散々みいちゃんに暴力を振るった後で優しくし、泣きながら自分たちにはお互いしかいないと語り、みいちゃんが離れないように繋ぎ止める。山田からみいちゃんに警察に通報するよう強く促すが、マオの逮捕を嫌がったみいちゃんに断られる。

榎本睦（えもと むつみ）
みいちゃんとは保育園からの幼馴染で一緒に上京した同郷出身の友人。一人称・愛称は「ムウちゃん」。幼少期から通して結っているお団子ヘアと八重歯が特徴。素直で明るいが服装や言動がチグハグで、山田は初対面時から違和感を覚えている。
実際、会話で言葉のキャッチボールができない、姿勢が保てない、視線の動き方や表情が不自然、字が真っ直ぐ書けないなどの特性を持つ。
風俗嬢をやっていた時期もあり、窃盗を繰り返して2年前に逮捕され、刑務所入所時の面談がきっかけで知的障害の診断がついた。出所後は福祉の手に繋がることができ、現在は作業所に通っている。作業所での仕事が合っていたようで、職員に褒められる現在の暮らしに喜びを感じている。風俗の仕事に関してはもうしないと施設の人と約束しており、出所後に再会したみいちゃんから立ちんぼに誘われた際も明確に拒否している。
みいちゃんがスマホで山田に見せた彼女の風俗嬢時代の宣材写真から、きちんとNG項目を作らずにリスキーな働き方をしていた模様。
「みいちゃんもなんか障害がありそう」と一緒に福祉事務所に通うことを勧めるが、特性ゆえのストレートな言葉がみいちゃんのプライドに障り拒絶されてしまう。
実家の母親は発達の遅れに気付いており、小学校時代に教師から特別支援学級に入ることを提案されるが「普通学級の方が刺激があってプラスになるだろう」と判断したため、みいちゃんとは異なる理由で診断や療育を受けなかった。しかし、娘の将来や教育について考えてくれており、幼少期は清潔で可愛らしい服を着て髪と身なりをきれいに整えられ、帰宅が遅くなれば心配して迎えに来るなど、中村家とは育児への手の掛け方に差のある家庭環境で育ったことが描かれている。少なくとも小学校は不登校に陥らずに卒業した姿が描かれていることから、比較的教師やクラスなどの学校環境にも恵まれていたことが伺え、実際に成人後も、みいちゃんのような自己肯定感の低さや性への依存がなく、他者からの指摘を受け入れる素直さを持ち、情緒も安定している。
1巻の描きおろし漫画ではみいちゃんの癇癪で仲違いした後、終業後の彼女を待ち伏せて再会し「もう立ちんぼは一緒にしないけど、これからも友達でいたい」と素直な気持ちを伝えて仲直りしており、みいちゃんの癇癪に動じない寛容な心の持ち主でもある。

山田マミのママ
山田の母親。過激な教育ママで、娘の人生に何でも過干渉するいわゆる毒親。自身が少女期に大学に行かせてもらえなかった反動から幼少期から娘に教育虐待を施し、欲しがるおもちゃや漫画は一切買い与えず、遊ぶ友達も読む本も指定し、娯楽を遠ざけ勉強漬けを強要。無理やり小学校受験・中学受験もさせた模様。
娘が思い通りの結果を出さなかったり反抗的な態度を取るとヒステリックに叱責する。勉強以外に時間を使うことを許さず、幼少期の山田から花の絵をプレゼントされても叱りつけて捨てている。
山田自身は今でも欲しいものを買うたびに母親に罪悪感を覚えたり、桃花に責められるみいちゃんを見て母親を思い出す等、精神的に影響が強く残っている。
娘の一人暮らしは「1日1回必ず連絡すること」を条件に許した模様だが、離れて暮らすようになっても娘の大学の教務課に押しかけたり自作の就職先リストを送りつけて指示したりと過干渉し続けている。
連絡を寄越さなくなった娘に痺れを切らしてついに山田の住むマンションに8時間待ち伏せして押しかける。山田の体調そっちのけで深夜に強引に手料理を振る舞い、夜職バレはしなかったものの山田の生活態度を説教し、今後の人生にまであれこれ言及する相変わらずの過干渉ぶりに山田は怒りを露にしている。

### みいちゃんの家族
中村芽衣子（なかむら めいこ）
みいちゃんの母親。上京後のみいちゃんとは、物語より何年か前に電話をしたのを最後に連絡を取っていない。
文字があまり読めず、計算能力も1桁の計算はできる程度。火の扱いに母親のサポートが必要だが、はっと汁などの郷土料理の調理は可能。そのほか、2歳になっても発語がない娘の発達に違和感を抱く程度の知能は持ち合わせている。
みいちゃんと同様にプライドが高く癇癪持ちで、娘の発達が遅いことにいら立ち手をあげて母親から止められたり、須崎との面談でみいちゃんを特別支援学級に入れることを勧められて逆上した。みいちゃん曰く、優しい時とそうでないときの差が激しい。
母親と同じく癖毛のショートヘアで、いつも幼女のように前髪を結んで上げており、子どもっぽいデザインのオーバーオールなどの成人女性が着るにしては幼すぎる印象の服を着ている。母親や娘と比べると顔や体型がふっくらしている。
実兄との間にみいちゃんを授かって出産。娘が産まれた時は喜んでいたが、育児について都合の良いことしか想定ができず、「育児」や「親の責任」という概念の理解が怪しい上、みいちゃんの服装や髪などの身だしなみに無関心。保護者として学校に行く際に在宅時と同じ髪型に襟のよれたシャツを着て行くなど、本人が服装の「TPO」や「身だしなみ」について理解できていない。また「漢字は読めなくていい」と考えていたり、小学校に行きたがらないみいちゃんに「金がもったいないから給食だけ食べに行きな」と言うなど、真っ当な保護者としては問題がある言動が伺える。
みいちゃんの生い立ち故に、ムウちゃん母子を除き地域社会から距離を置かれている。兄を異性として熱愛しているが、当然法律上結婚できないためシングルマザー。そのため、兄が北海道に行ったきりになった後は落ち込んでいた。
みいちゃんが乳幼児の頃は病院に連れて行ったり、公園に遊びに連れて行くなど多少の育児はしていたが、みいちゃんの就学以降はたまに娘に学校生活の近況を尋ねたり須崎に対する不満を口にしているものの育児をしている描写がなく、学校の面談には顔を出したり万引きをした娘を祖母と共に迎えに行ったりはしているが、それ以外は娘を放置して家でゴロゴロしている。
みいちゃんが中学1年生の時の担任との三者面談時は、当たり障りのない担任の建前の言葉を真に受けて「やっぱり普通の中学校に入れて正解だった」と能天気に発言し、担任が内心批判している。
成人の経産婦でありながらコンドームの存在を知らない、妊娠・出産するまで実兄妹間では結婚できないことを知らないなど一般常識に欠いている。おそらく避妊の知識が無かったためにみいちゃんを身籠った可能性がある。
娘の名前は「実とか食べる動物ってかわいいから」という理由で名付けたという。
みいちゃんの自宅にある冷蔵庫に彼女の携帯番号が書かれた紙が貼られているが、自分から娘に連絡をすることはなく、みいちゃんも母親の無関心を察しており「もういいかな」と諦観している。
みいちゃんの没後は娘が亡くなったにも関わらず、無関心故か墓参りには全く訪れていない様子。

みいちゃんの父親
名前不明。芽衣子の実兄でみいちゃんの伯父にもあたる。癖のない髪や雰囲気がみいちゃんとよく似ている。妹同様文字があまり読めず、運転免許を持っていない。目の焦点が定まっておらず、成人男性にしては表情や仕草が幼く、妹と娘同様にチグハグした印象の独特な服を着ている。あまり喋らない。
普段は別々に暮らしており、3カ月に1度中村家に帰る生活を送っていた。実妹の芽衣子にみいちゃんを産ませたが、事態の重大性を認識していない様子。苛立った芽衣子が目の前で乳児の娘に手を上げた際は、母親が止めに入るまで黙って呑気にその様子を傍観しており、起きている出来事に対する想像力や自分が取るべき行動への判断力の欠如が伺える。
芽衣子から愛されていたことは明らかだが、本人は妹をどのように思っていたかは描かれていない。みいちゃんが5歳くらいの時、強面の男に付き添われて北海道に仕事に行ったきり妹や娘と会うことは無くなったようで、2012年時点においても行方不明となっている。
宮城を去る前に一度中村家に立ち寄ったらしく、これから自身に何が起こるかを理解・予測できていないであろう無邪気な笑顔を浮かべた姿がみいちゃんの回想で描かれている。

おばあちゃん
みいちゃんの祖母で、芽衣子とその兄の母。髪は白髪で娘と似た癖毛のショートヘア。みいちゃんに宮城を出て上京するように勧め、まとまった資金を渡して住まいを手配した。みいちゃんが上京して以降、おそらく何年も連絡を取っていない。
夫とは離婚して以来、女手一つで「大変な子」であった二子を成人まで育て上げた苦労人。中村家で唯一人の健常者であると思われるが、一方で孫や娘同様にプライドが高く、旧態依然の価値観に固執している一面がある。
世間体にこだわり、みいちゃんの小学生時代に須崎からの提案を拒み結局我が子や孫の診断や支援を受けさせないことで窮地に追いやってしまっている。
実の息子と娘の間に生まれた孫の存在を誕生時から快く思っておらず、むしろ生まれてしまったことに愕然とする。そのためか、幼少期から一度もみいちゃんの名前を呼ぶ場面が描かれておらず、芽衣子が幼少のみいちゃんに手をあげたのを止めた理由も「虐待になるから」であり、思いやりからの行動ではない。
本心では孫とは関わりたくないが、世間体や責任、義務感からみいちゃんが一人立ちするまでは仕方なく同居と養育を許していた模様。実際、みいちゃんの中学入学準備や上京の資金提供・住居手配はしてくれたが、小学生時代に不登校のみいちゃんが地域徘徊し幼児に他害行為を働くなど世間の目に障る行動を起こしても娘や孫を咎めなかったらしく、みいちゃんの名前と素行は進学先の中学に知れ渡る程地域で有名になっている。
みいちゃんの没後は孫が亡くなったにも関わらず、芽衣子と同じく墓参りには全く訪れていない様子。

### 過去編
郷田（ごうだ）
みいちゃんが小学1年生の時の担任。大柄で常にジャージを着ている男性教師。児童をいじって笑いを取ることが得意で、みいちゃんを貶めることでクラスの輪を保とうとする。みいちゃん以外の児童には概ね好かれていた。プライドが高いみいちゃんとは相性が悪く、みいちゃんを他の児童と比較していじっていた割にみいちゃんの特性には目を向けず、生育・家庭環境を気に掛けることもなかった。みいちゃんが3年生まで授業を受けずに登校して給食だけ食べて下校する生活を送る元凶となる。

須崎奈々（すざき なな）
みいちゃんが小学3年生の時の担任。若い女性教師でみいちゃんを肯定的な目で見て優しく接する。当時としては先進的な考えの教育者で、みいちゃんの要支援である特性に気付く。
保護者の芽衣子と面談した際、みいちゃんを特別支援学級に入れることを勧めて逆上され、反感を買う。（この時、母親の芽衣子も障害持ちではないかと瞬時に察している。）その後、中村家を訪問しみいちゃんの祖母にも提案を話すが、世間体を気にするあまりに拒否されてしまう。
後日、悪印象を抱いた芽衣子が「みいちゃんをバカだって言ってた」という独自の解釈を娘に悪しざまに聞かせてしまい、登校してきたみいちゃんからも発言や表情を悪く受け止められ、不信感を抱かれてしまう。芽衣子が通学に否定的だったこともあり、結局みいちゃんは最終学年になるまで不登校となってしまい、適切な支援につなげることができなかった。学籍異動前に中学校での会議でみいちゃんの入学を伝えている。

ムウちゃんママ
ムウちゃんの母親。フルネームは不明だが、おそらく姓は榎本。ロングヘアで娘と同様に八重歯がある。ムウちゃんと同じ障害が疑われるみいちゃんや芽衣子とは異なり、身なりや話はきちんとしており、健常者と思われる。
地域から遠巻きにされていた中村家の唯一とも言っていい親子ぐるみの友人。
育児にはきちんと手をかけており、娘の髪をいつもきれいに結い上げて、帰りが遅くなれば迎えに来るなど、中村家よりは真っ当な育児ができていることが伺える。
しかし、時代や地域的なこともあってか、軽度知的障害児の療育に関しては知識が欠けており、娘の発達が遅いことを悟っていても「周囲からの刺激があった方がプラスになる」と考えて、小学校から特別支援学級入ることを勧められた際、診断や療育を受けないまま中学も普通学級のままで進学させてしまう。
ムウちゃんは小学校からは比較的きちんと通学できてはいたが、結果的にこの選択がムウちゃんがみいちゃんと共に上京して風俗嬢となり売春や窃盗に身を落とすことに繋がってしまう。
一方で芽衣子のように娘に無関心になったり癇癪を起こすこともなく、娘に安定した愛情をかけていたことがプラスになった面もあると思われ、ムウちゃんが服役後素直に福祉の手を受け入れ、性産業や売春から足を洗う結果にもつながっている。

1年A組の先生
みいちゃんが中学に入学した時の担任。名前不明。眼鏡を掛けた中高年の男性教師。小学校卒業を控えた新入生の引継ぎ会議に須崎が中学を訪れた際に初めて登場している。以前からみいちゃんの名前と悪評を知っており、須崎の口から彼女の名前と入学が伝えられた際、他の教師と共に難色を示す。
みいちゃんの入学以前は少しふくよかだったが、みいちゃんが授業中に歌い出し、注意すれば癇癪を起こすなどの奇行に対応し、心労から体重が5キロ減り、白髪が増えて盲腸を患い、大分やつれた姿に変わった。みいちゃんと芽衣子との三者面談で、当たり障りない自分の言葉をそのまま受け取って喜ぶ彼女らの姿を目の前に、その察しの悪さと非常識さを内心で批難し、これまでの自分の苦心を語っている。
みいちゃんが佐藤に思いを寄せていることに気付いており、彼に「嫌われたくない」一心で授業態度が落ち着いたことに感心してはいるが、みいちゃんの学業不振を指導する気はなく、邪魔せずに大人しく授業を受けてくれれば良いと思っている。
万引き事件後、みいちゃんが中学に通わなくなったためその後は不明。

佐藤（さとう）
中学1年の頃、みいちゃんと同じクラスだった男子でみいちゃんの初恋の相手。みいちゃんが授業中に歌ったのを注意されて癇癪を起こし、担任教師に連れてこられた保健室で初めて言葉を交わす。眉目秀麗で所作が上品な文学少年。ピアノが趣味で当時みいちゃんの愛唱歌だった『どんぐりころころ』を学校のピアノで弾いてくれたり、声を掛けられれば受け答えて優しく接する。物静かな女の子が好みらしく、それを知ったみいちゃんの奇行が一時的に薄まる。
それなりに友好的な関係を保っていたが、後述するポニーテールの女子の策謀により、クラスで孤立して純潔を失い、貞操観念が歪んだみいちゃんから一室に呼び出され、体の関係を迫られて拒絶した。その時にみいちゃんの女性性の否定と幻滅、絶縁を言い渡し、それまで友好的だった関係を断つ。女性としてでは繊細で思春期特有の性への潔癖さを持ち合わせており、また、立ち振る舞いや社会性が実年齢に追い付いていないみいちゃんに異性意識を持つことは難しかった模様。それまでの彼女の裏表のない人間性自体はそれなりに気に入っていたようだ。
みいちゃんの過去回想編終盤、彼と雪奈に後ろ姿が似ている中学生の男女が仲睦まじく手をつないで下校する姿を遠目からみいちゃんが目撃している。しかし、作者のXの短編漫画にて彼らしき男子が雪奈に後ろ姿が似た女子にカフェで別れ話を切り出す様子が描かれている。（ただし作者のルポ漫画の体なので原作との関連性は不明。）

皐月（さつき）
中学1年の頃、みいちゃんと同じクラスだった女子。前髪をセンター分けにしてサイドをピンで留めたセミロングヘアで眼鏡を掛けている。特性が薄まったみいちゃんに自分から声を掛け、友達になる。優しい女の子で佐藤に恋するみいちゃんを微笑ましく見守り、応援してくれていた。しかし、みいちゃんがドラッグストアでコンドームを万引きしたことによりクラスで悪評が立ったため、周囲の目を恐れてみいちゃんと距離を置くようになる。

雪奈（ゆきな）
中学1年の頃、みいちゃんと同じクラスだった女子。長めの前髪を下したロングヘアで右口元にホクロがある。みいちゃんと同様、佐藤に思いを寄せており、彼に近付く恋敵のみいちゃんに苛立ち、悪意を抱く。顔立ちは可愛らしいが、嫉妬深く非常に自己中心的。
みいちゃんが小学校時代に不登校だった事を知っており、「うるさいから中学校も来なくていいのに」と後述のポニーテールの女子に愚痴をこぼしたことがきっかけで事態は大きく動き、皐月や佐藤と穏やかな日々を過ごし始めていたみいちゃんの中学校生活が崩壊する。
みいちゃんの過去回想編終盤、彼女と佐藤に後ろ姿が似ている中学生の男女が仲睦まじく手をつないで下校する姿をみいちゃんが遠目から目撃している。しかし、作者のXの短編漫画にて彼女によく似た女子が佐藤らしき男子にカフェで別れ話を切り出されている様子が描かれている。（本編との関係性は明言されていないが別れた可能性が高い。）
ポニーテールの女子からみいちゃんが孤立した報告を受けた時、沈黙し憂いた表情を浮かべていたが、3巻末の漫画で苛立ちから発したみいちゃんへの攻撃的な言葉は本心からではなかったことが明かされている。良くも悪くも年相応の中学生らしい平凡な感性だったと思われる。

ポニーテールの女子
中学1年の頃、みいちゃんと同じクラスだった女子で雪奈の友達。ややぽっちゃりした容姿でいつも髪をポニーテールに結っている。名前不明。みいちゃんが佐藤に恋をしたきっかけや、その背景に気づいているなど洞察力に秀でている。
雪奈の恋を応援しており、彼女の味方。雪奈から前述の愚痴を聞いたことで、みいちゃんが愛に飢えていることと彼女の愚直な一面を利用して雪奈の恋敵を排除するべく策謀を巡らす。
一人になった時のみいちゃんに近付き「（佐藤と）両想いになれる方法」と称して偏った性知識を吹き込んでコンドームを万引きするように唆し、クラスで悪評を立て孤立させた。さらに繋がりのある不良の先輩達をメールでけしかけてみいちゃんをレイプさせた。
みいちゃんが孤立した際は嬉しそうに「これで学校来なくなるでしょ」と雪奈に報告し、「みいちゃんに可能性なんてないんだよバーーーカ」と罵倒しながら不良の先輩にメールを送ったりと、その悪辣さと女子中学生ならではの陰湿で残酷な一面が伺える。
不良達がみいちゃんを事後に褒めて持ち上げたことで、これまで他者から肯定された経験がほぼ無かったみいちゃんに間違った成功体験と歪んだ貞操観念を植え付け、成人後にも渡るみいちゃんの性依存の習慣を作った元凶ともいえる。
3巻巻末にて、自身の体型にコンプレックスがあり、みいちゃんのぱっちりした瞳や雪奈のスレンダーな体型に憧れていたこと、雪奈のためを思ってやっていたことが全て裏目に出て大ごとになり多少後悔していること、みいちゃんが本当に万引きするとは思わなかったことを述懐した。

不良の先輩たち
中学1年の頃、上述のポニーテールの女子にメールでけしかけられてみいちゃんをレイプした3人組の上級生。学年・名前不明だが、メールの送信先は「高橋」となっている。
3人ともキモヲタ系の容姿。何も知らないみいちゃんに校内で声をかけ、強引に性行為に及んだ。
事後に「みいちゃんサイコー！」と褒めて持ち上げたことで、みいちゃんに歪んだ成功体験と貞操観念を植え付けた。
しかし、みいちゃんから再び性行為を求められた際は若干戸惑う様子を見せている。

### 風俗編
金村（かねむら）
みいちゃんが「Ephemere」退店後、移籍した新大久保の風俗店の責任者。スキンヘッドと福耳が特徴。みいちゃんをおだてながら他の嬢からはNGが出ている悪質な客ばかりを付けており、違法な本番もさせている上、彼女に計算ができないことを承知した上で給料もピン跳ねて横領している。
みいちゃんの他にも計算ができない嬢がいるらしく、同様に正しい額の給料を渡していない上、真璃亞からみいちゃんに本番をさせていることを抗議されても無視するなど、運営方針はかなり悪質。自分達スタッフは「女衒」と称し、在籍嬢のことは「商品」と呼んで人間扱いするつもりがなく、真璃亞が正規で退店せずに無断で飛ぶ選択をしていることから、おそらく嬢の退店も認めていない模様。

真璃亞（まりあ）
新大久保の風俗店でのみいちゃんの同僚。ロングヘアを白黒のツートーンカラーに染めており、私服などはゴスロリ趣味。バンギャルで推し活のために休みを取ることがある。左腕に包帯を巻いて隠しているが、かなりのリストカットの跡があるメンヘラでもあり、推しバンドマンに貢いでいる繋がりバンギャであるらしく、推し対象も素行の良くないバンドマンである模様。仕事の辛さを忘れる方法としてみいちゃんにリストカットを教えた。
意外と言うことは言うタイプで、金村の采配のせいで「みいちゃんはさせてくれた」と言う本番行為を強要する客が自分のところに来ることに迷惑を被ったことを金村に抗議して無視を決め込まれ、結局は店を辞める決意をする。
本番客には迷惑がってはいたが、自分と同じように彼氏に店の稼ぎを貢いでるみいちゃんには親近感を抱き、それ程悪く思ってなく、店を飛ぶ前に律儀に挨拶に来て、「変なこと教えてごめんね」とリストカットを教えたことを謝って店を去った。

## 作風
可愛らしい絵柄に反した、DVや近親相姦などの内容のリアルさや深刻さが特徴となっている。
みいちゃんについて読者からは軽度の知的障害ではないかという意見が挙げられているが、亜月によると、みいちゃんがどんな子なのかは読者の想像に委ねており、障害福祉を描くことを目的にしているわけではないという。一方で、執筆するにあたって、家の本棚にあった少年犯罪や心理学系の書籍を読んでいたほか、支援学校の職員や、風俗業で働く女性たちの生活・法律相談等の団体への取材を行っている。
SNSの黎明期で、現在よりも夜職がアンダーグラウンドな扱いだったり、変な子がいても「不思議ちゃん」扱いされたりするような2010年代の独特な雰囲気を再現することを意識して描写されている。
性的な描写については、それを作品の売りにはしておらず、若い女性読者も多いため、生々しく見えすぎないように心がけているという。

## 制作背景
亜月がX（旧Twitter）上で公開していた作品が10億インプレッションを超えるほどの注目を集め、講談社の編集者の目に留まったことで商業連載が決まった。

## 反応
本作は商業出版される前に『みいちゃんと山田さん～みいちゃんが死ぬまでの12ヶ月の話～』として公開され、Kindleインディーズマンガで1位から3位を独占した。

## 書誌情報
- 亜月ねね『みいちゃんと山田さん』講談社〈KCデラックス〉、既刊3巻（2025年6月23日現在）
  1. 2024年12月23日初版発行（同日発売[3][9]）、ISBN 978-4-06-537943-1
  2. 2025年3月21日発売[10]、ISBN 978-4-06-538749-8
  3. 2025年6月23日発売[11]、ISBN 978-4-06-539730-5

3巻には『ケーキの切れない非行少年たち』の著者である児童精神科医・宮口幸治との対談を収録。